# Noel Hall
Noel William Hall (ur. 25 listopada 1913 w Hawthorn, zm. 18 kwietnia 2010) – australijski strzelec i żołnierz, olimpijczyk.

## Biografia
Jego ojcem był William Broad Hall, urzędnik w Hawthorn. Noel w młodości był harcerzem, zaś później sierżantem w milicji. W 1939 roku, jako najlepszy strzelec w siłach milicyjnych, wygrał Medal Króla w strzelaniu z karabinu podczas Williamstown Rifle matches. Jako podporucznik 39 Batalionu armii australijskiej walczył w 1942 roku na Szlaku Kokoda w Papui-Nowej Gwinei. Rok później zachorował na malarię. Po wyzdrowieniu wrócił do służby i pełnił ją aż do demobilizacji w 1946 roku. Ponad 50 lat pracował jako urzędnik w Hawthorn, dochodząc do funkcji inspektora zdrowia.
Wystąpił na igrzyskach olimpijskich w Melbourne (1956), gdzie pojawił się w jednej konkurencji. Zajął ostatnie 11. miejsce w rundzie pojedynczej i podwójnej do sylwetki jelenia. Zakwalifikował się także na Letnie Igrzyska Olimpijskie 1964 do strzelania z karabinu dowolnego, jednak nie wystąpił na nich z powodu niewystarczającej liczby miejsc w reprezentacji Australii, które przewidziano na te zawody.
W 1997 roku został Medalistą Orderu Australii. Otrzymał to odznaczenie za służbę dla weteranów wojennych i społeczności jako przewodniczący 39th Battalion Association i Hawthorn Small Bore Rifle Club (pierwszej z tych organizacji przewodniczył 40 lat), jako założyciel Victoria International Rifle Club, oraz za członkostwo w komitecie wykonawczym The Antique and Historic Arms Collectors Guild of Victoria. 
Zmarł w 2010 roku w wieku niespełna 97 lat. W chwili śmierci był najstarszym żyjącym australijskim olimpijczykiem. Był żonaty, w 1942 roku poślubił Ericę Davidson Coe.

## Wyniki olimpijskie
| Igrzyska | Konkurencja                                     | Wynik              | Miejsce | Źródło |
| -------- | ----------------------------------------------- | ------------------ | ------- | ------ |
| IO 1956  | Runda pojedyncza i podwójna do sylwetki jelenia | 339 pkt. (167-172) | 11      | [ 6 ]  |